# Serra de cinta

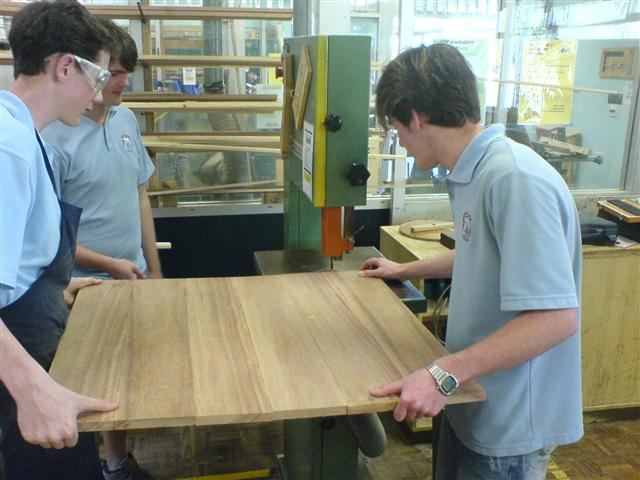
Petita serra de cinta en acció.

La serra de cinta o serra sense fi és una serra elèctrica de pedestal, que té una tira metàl·lica dentada, llarga, estreta i flexible. La tira es desplaça sobre dues rodes que es troben en el mateix pla vertical amb un espai entre elles. La serra de cinta s'utilitza per tallar tot tipus d'elements com fusta, carn, peix, ossos, metalls ferrosos i no ferrosos, cuirs, etc. Aquest tipus de serra és molt utilitzat en la indústria càrnia per la seva facilitat per tallar ossos, tendons i altres elements que es troben presentes en les peces de carn. Aquesta màquina és molt perillosa, i s'han de tenir en compte les mesures de seguretat necessàries per evitar accidents, molts dels quals ocorren per desconcentració en el moment d'usar-la. Les serres de cinta són molt útils per tallar formes irregulars.

## Serres de cinta per a tall de metall

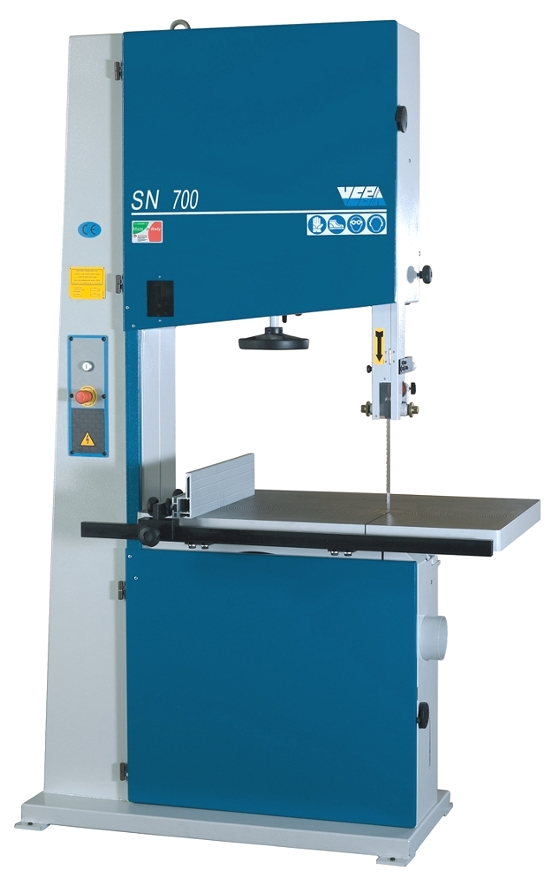
Serra de cinta per treballar fusta.

Per al metall és, s'usen serres especials que requereixen que es vagi subministrant constantment un fluid refrigerant sobre la fulla. El refrigerant manté la serra freda, impedint un sobreescalfament que causaria defectes en els talls i escurçaria la vida de la fulla. Les serres de cinta dels tallers de màquines compten amb equipament addicional que els permeten operar de diferents formes i fan talls generalment en sentit vertical.

## Serres automatitzades

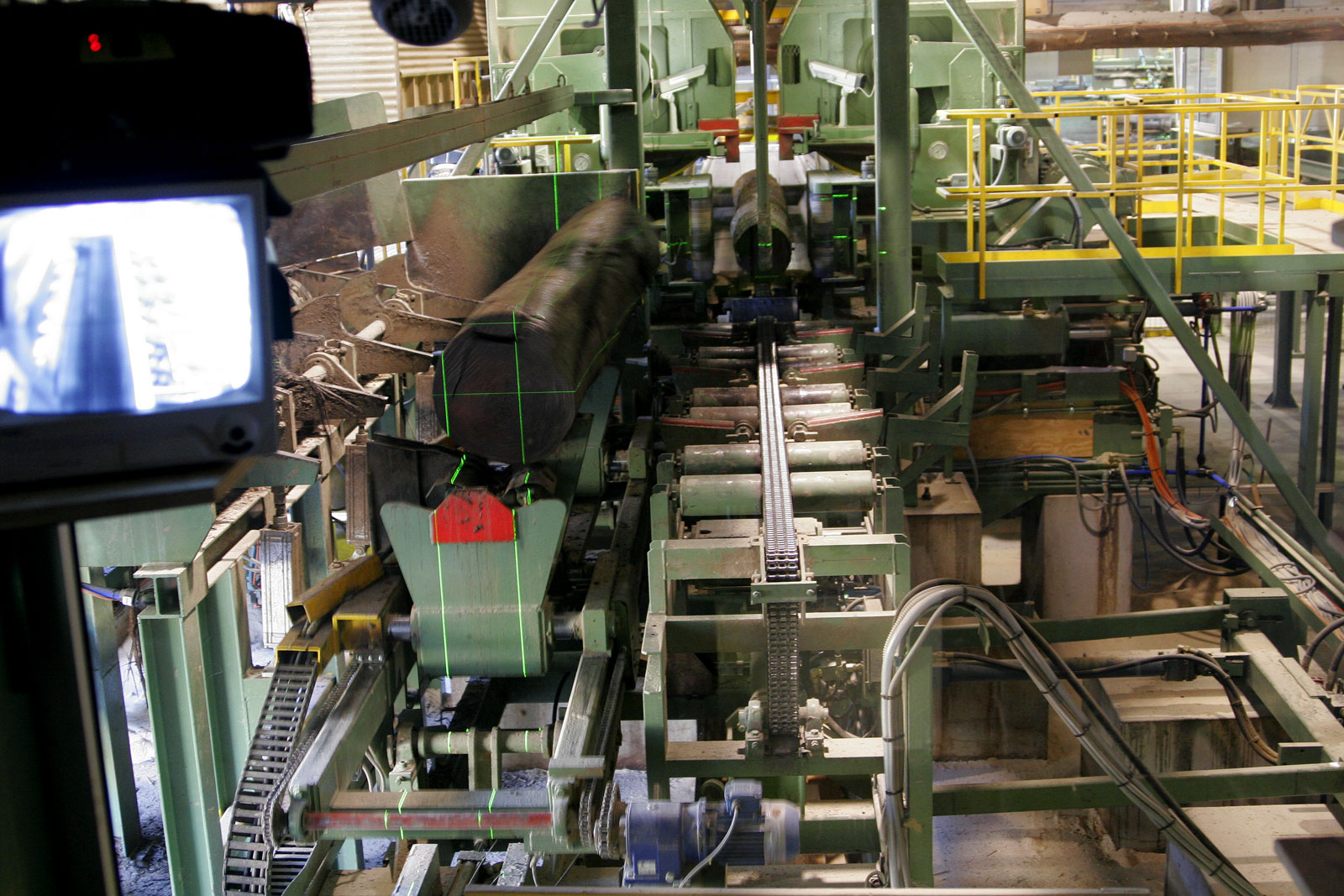
Una serra de cinta guiada per làser.

Les serres de cinta automàtiques, treballen amb velocitats d'alimentació preestablertes, reversa i subjecció de parts. Són usades en àmbits de treball on no és pràctic tenir un operari de maquinària per cada aparell, ja que un sol operador pot fer-se càrrec de diverses serres. Algunes funcionen mitjançant Control numèric per ordinador per a efectuar talls més precisos i complexos.

## Característiques (exemple)
- Màquina amb volants de 350 mm de diàmetre
- Base de xapa plegada desmuntable
- Motor elèctric de 0,75 HP a 1500 r.p.m
- Pes aproximat: 50 kg

## Galeria

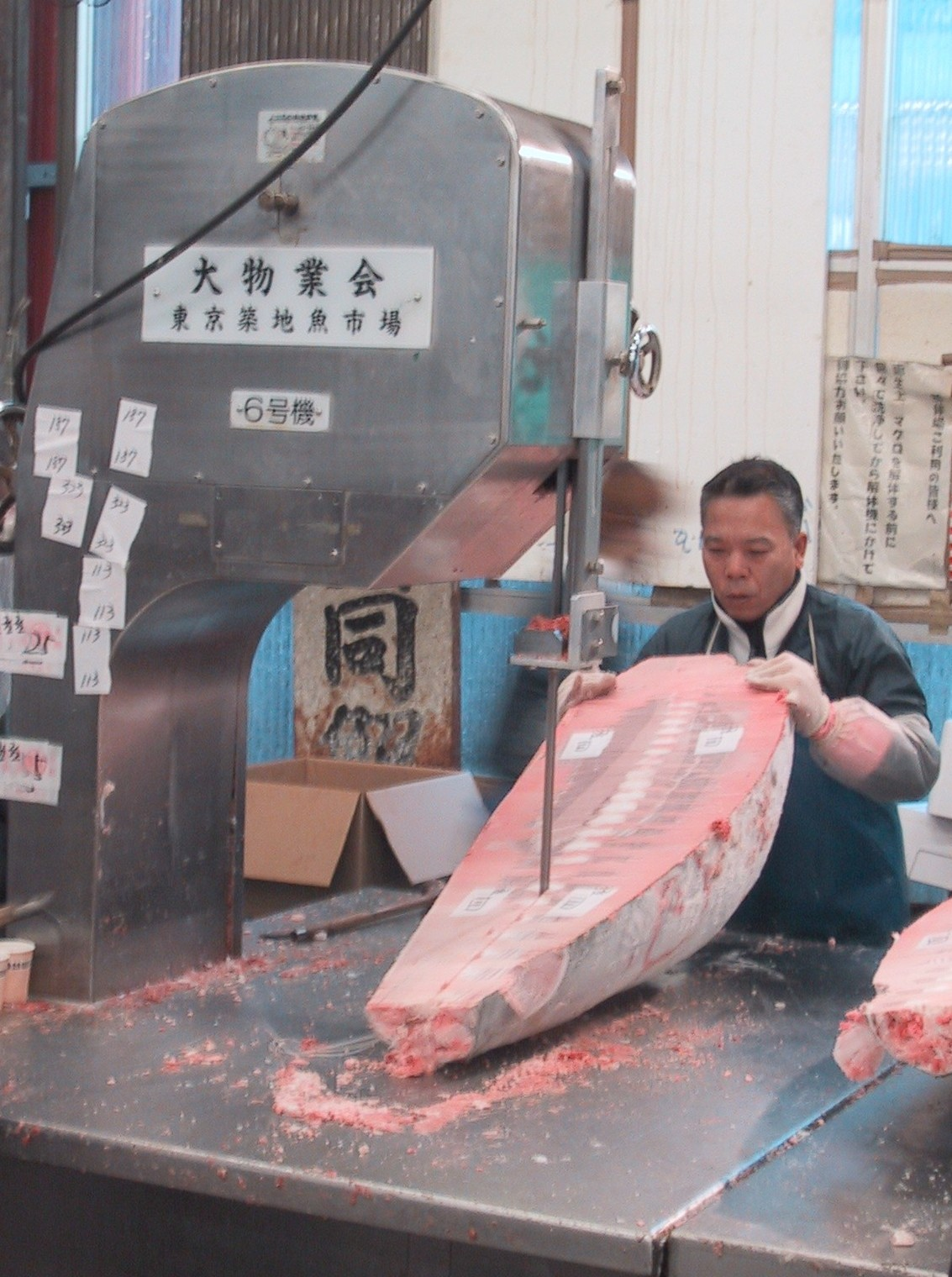
Serra de cinta per a tallar tonyina, Tokio.
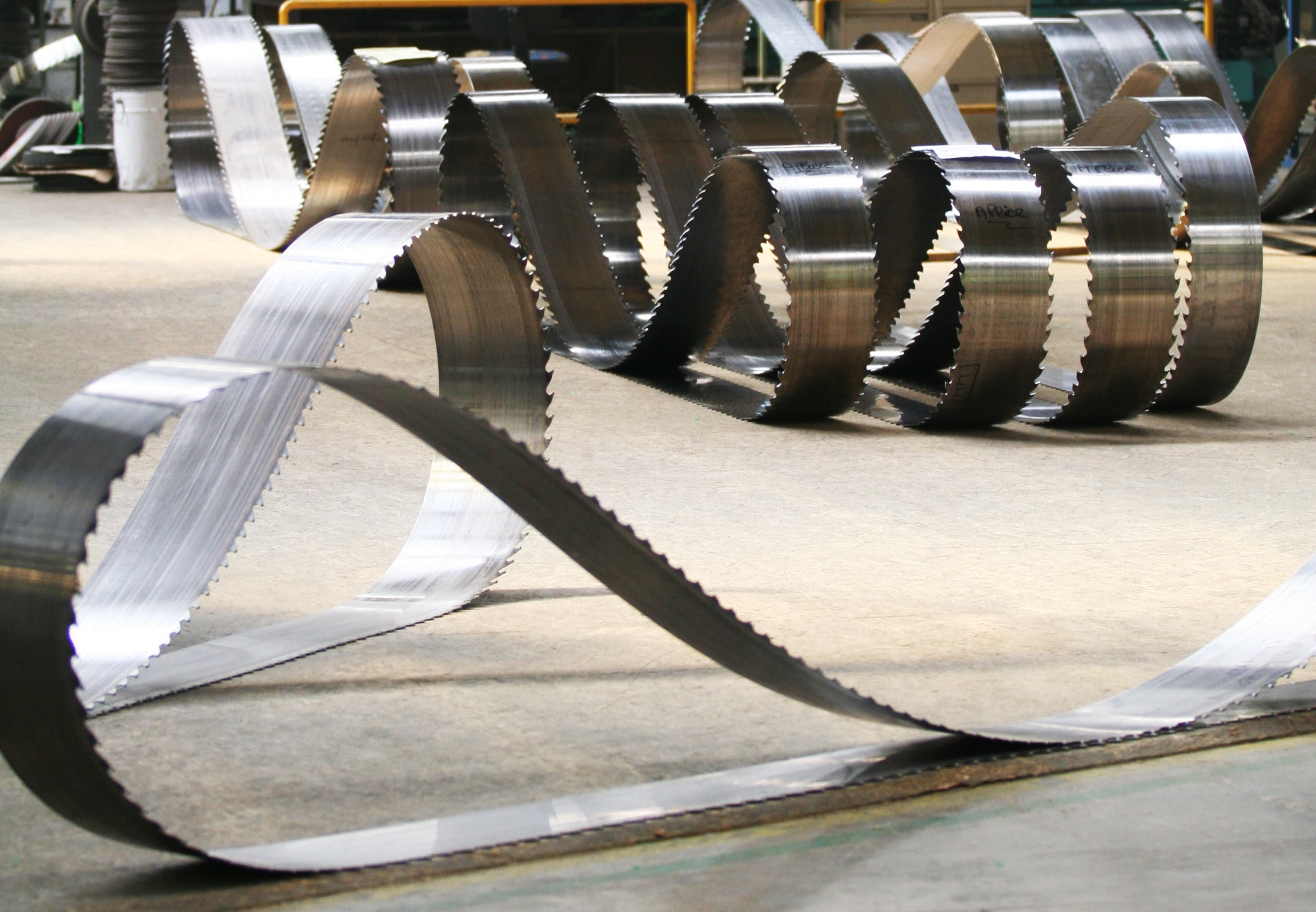
Cinta de serra, cal notar l'amplada de les làmines, uns 150 mm o 6 ".